# Albert Sardà
Albert Sardà i Pérez-Bufill (Barcelona, 10 de octubre de 1943) es compositor y profesor de música.

## Biografía
A la edad de 9 años inició sus estudios musicales. Lo hizo de la mano de la pianista Maria Rosa Llorens en la Escuela Virtèlia de Barcelona. En 1963 estudió composición, contrapunto y fuga con su primo Josep Soler i Sardà, también compositor. Al mismo tiempo estudió Ingeniería Industrial e Historia del arte por la Universidad de Barcelona, licenciándose en esta última carrera en 1984. Su tesis doctoral fue sobre el maestro Cristóbal Taltabull.
Estudió flauta travesera con Barbara Held desde 1971 a 1974 y violonchelo con Richard Talkowsky desde 1983 a 1985.Durante 1972 amplió los estudios musicales en la ciudad de Darmstadt, donde obtuvo una beca que le permitió asistir al Curso Internacional de Música Contemporánea impartido por György Ligeti, Karlheinz Stockhausen, Mauricio Kagel y Iannis Xenakis.
Desde 1973 ha impartido cursos sobre música contemporánea en diferentes entidades de Barcelona. La Fundación Juan March le otorgó una beca, durante los años 1977 y 1978, para componer un ballet para gran orquesta. También se ha encargado del montaje y la composición musical en varias producciones cinematográficas.
Entre 1979 a 1987 fue profesor de Armonía, Contrapunto e Historia del arte en el Conservatorio Profesional de Música de Badalona y en el Conservatorio Municipal de Música de Manresa, compaginando el cargo de director en esta última institución. También fue profesor de las asignaturas de Estética e Historia de la Música en el Conservatorio Municipal de Música de Barcelona.
Es uno de los miembros fundadores de la Associació Catalana de Compositors, de la que fue presidente desde 1981 a 1992. Ese mismo año, 1992, creó la Fundació Música Contemporània de Barcelona, de la cual ha sido director. También ha ejercido ese cargo en el Curso de Música del Siglo XX realizado en Sitges y posteriormente en Tarrasa. A lo largo del tiempo ha impartido conferencias sobre temática musical a nivel nacional e internacional.
Su fondo de composiciones musicales se conserva en la Biblioteca de Cataluña.

## Obra
Lista de obras del compositor:
- 1970 - Cinco piezas para piano . 6'
- 1971 - Isorritme, por oboe, clarinete si bemol, celesta, piano, viola y violonchelo. 8'
- 1972 - Le serpent, para voz, guitarra y percusión. 8'
- 1973 - The Ascension of Saint Rose of Lima, para órgano. 5'
- 1973 - Saudade, para dos flautas traveseras. 7'
- 1973 - Ocho piezas para orquesta, para 2 harpas, celesta, piano, órgano, 4 percusionistas y cuerda. 8'
- 1974 - Apsaras I, para flauta y piano. 8'
- 1974 - Círculos. Experiencia nº 1, para flauta, oboe, clarinete si bemol, clarinete bajo y trompeta. 15'
- 1974 - Cuatro canciones de Rimbaud, para soprano (o tenor) y piano. 8'
- 1975 - Apsaras II, para clarinete si bemol, violín y piano. 8'
- 1975 - Ophiusa, para flauta. 6'
- 1975 - Cuarteto de cuerdas, para 2 violines, viola y violonchelo. 16'
- 1976 - Visión experimental, para saxo alto, 2 harpas, celesta, piano, órgano, 5 percusionistas y cuerda. 8'
- 1977 - Abstracciones, ballet. 20'
- 1978 - Remor, per a guitarra. 6'
- 1979 - Cordelia, per a flauta, clarinet, fagot, trompeta, piano, viola i violoncel. 11'
- 1979 - Un fosc accent, una fosca presència, per a cor mixt. Text de Miquel Martí i Pol. 4'
- 1979 - L'ombra, per a flauta, clarinet, harpa, piano i violoncel. 11'
- 1983 - Enyorança, per a violoncel. 1'
- 1983 - Hora foscant, per a cor mixt. Text de Pere Gimferrer. 10'
- 1983 - Râkme II, per a piano. 9'
- 1986 - Concert per a violoncel i orquestra, per a violoncel sol, 2 arpes, celesta, piano, 5 percussionistes i corda. 16'
- 1986 - L'ombra II, per a flauta, clarinet, piano, violí i violoncel. 11'
- 1986 - Le serpent, versió per a veu, guitarra i cinta. 8'
- 1987 - Quintet de vent, per a flauta, oboè, clarinet, fagot i trompeta. 11'
- 1988 - Arkam, per a corda, trompeta (saxo soprano), piano, bateria i contrabaix. 21'
- 1988 - Selkit, per a flauta i contratenor. 11'
- 1989 - Kouroi, per a orquestra simfònica. 13'
- 1989 - Xaloc, per a orquestra simfònica. 12'
- 1990 - Khana, per a violoncel. 7'
- 1990 - Llebeig, per a orquestra de corda. 11'
- 1990 - Roig, per a contratenor. 3'
- 1991 - Empordà hivernal, orquestra de corda. 6'
- 1992 - L'any de gràcia, òpera de cambra en un acte. Text de Pierre Danais, basat en la novel·la "El año de gracia" de Cristina Fernández Cubas. 60'
- 1992 - Catorze maneres de sentir la pluja, per a flauta, clarinet baix, piano, viola, violí i violoncel. 12'
- 1992 - Gloomy, per a clarinet baix si bemoll. 6'
- 1992 - Joasarbe, per a banda simfònica. 11'
- 1992 - Taiko, per a 2 percussionistes. 6'
- 1993 - Appaz, per a clarinet si bemoll. 7'
- 1993 - Angoixa, per a violoncel
- 1993 - Dellà els segles immòbils, per a soprano o tenor i piano. Text de J.V. Foix. 5'
- 1993 - Dos poemes de Miquel Martí i Pol, per a cor mixt. 8'
- 1993 - Pins, per a piano. 3'
- 1993 - Variacions sobre un tema de Schubert, per a piano. 5'
- 1994 - Incomprensión, per a mezzo i piano. Text d'Albert Sardà i Arthur Rimbaud. 8'
- 1994 - Voir dit, per a 4 flautes de bec. 8'
- 1995 - Tláloc, per a flauta, clarinet si bemoll, piano, violí i violoncel. 11'
- 1996 - Ebusus, per a flauta travessera - sol. 6'
- 1997 - Aralc, per a saxo sol. 6'
- 1998 - Clara, per a saxo soprano en si bemoll
- 1998 - Soneto, per a soprano, flauta, guitarra i violoncel. Text de Federico García Lorca. 4'
- 1999 - Somriure, per a piano. 2'
- 1999/2001 - Concierto para saxo soprano y orquesta. 16'
- 2000 - Selima, òpera. Text de Miquel de Palol. 64'
- 2000 - Suite de L'any de gràcia, per a flauta, oboè, clarinet, fagot, trompeta, piano (celesta), 2 percussionistes, 2 violins, viola, violoncel i contrabaix. 26'
- 2001 - Apsaras III, per a violí, oboè i piano. 8'
- 2001 - Potser demà, per a clarinet sib o clarinet baix, bandurria i guitarra. 11'
- 2002 - Incomprensión II, Lied, per a mezzo i piano. Text d'Albet Sardà. 8'
- 2003 - Ekur, per a clarinet si bemoll i piano. 10'
- 2004 - Cantata al gran masturbador, vocal orquestral. Text de Salvador Dalí. 70'
- 2005 - Aquest silenci, per a narrador i clarinet si bemoll. Text de Miquel Martí i Pol. 6'
- 2005 - Evocació testimonial, per a piano. 5'
- 2005 - Suite orquestal de la Cantata al gran masturbador, per a orquestra de cambra. 14'
- 2006 - Mimetic, per a 2 acordions. 6'
- 2006 - Recuerdo, per a piano. 4'
- 2006-2007 - Un futur esplèndid, òpera de cambra en un acte. Text de Miquel de Palol. 65'.
- 2008 - Amor y humor I, per a piano. 6'
- 2008 - Enyorança, versió per a violí. 2'
- 2008 - El tendón de mi pesar, per a saxo sol i piano. 12'
- 2009 - Amor y humor II, per a piano. 6'
- 2009 - Concierto para saxo soprano y orquesta (2a versió). 18'
- 2009 - Kouros, per a 2 pianos. 6'
- 2009-2013 - Apsaras IV, per a flauta dolça soprano, flauta dolça tenor i piano. 8'
- 2009-2013 - Apsaras V, per a violí, viola i piano. 8'
- 2009-2013 - Apsaras VI, per a clarinet, viola i piano. 8'
- 2010 - Oh, Ferran!, per a quartet de saxos. 7'
- 2011 - El timoner de Ferran, versió per a guitarra i acordió. Lletra de Jaume Rocosa.
- 2011 - Säulengang, per a piano. 5'
- 2012 - De biauté, de valour, per a piano. 6'
- 2012 - Kouros (2a versió), per a piano a quatre mans
- 2013 - Aquesta tristesa, immensa, glaçadora..., per a veu i orquestra de cordes. Text de Salvador Espriu. 5'
- 2013 - El timoner de Ferran, versió per a orquestra simfònica. Lletra de Jaume Rocosa.
- 2014 - Records, per a violoncel
- 2015 - Llibre Vermell (Nº 1: O Virgo splendens), per a piano
- 2015 - Recordant Chopin (Preludi Op. 28, nº 9), per a piano
- 2015-2016 - Vet aquí que una vegada, òpera de cambra en un acte per a nens de 7 a 12 anys. Llibret: Jaume Rocosa. 65'
- [2016] - M'embruixa la bruixa, valset mariner d'Altafulla
- 2016 - El somni d'Ishel, per a violí i piano. 4'
- 2018 - El temps sentit, per a violí, viola, violoncel i piano. 10'
- 2019 - Ombres de Tamarit, havanera-valset
- 2020 - Tristesa i esperança, per a contrabaix
- 2021 - Angoixa, solitud i esperança, per acordió. 11'